# Villa Pukkila
La Villa Pukkila est un bâtiment du quartier de Hietasaari de la ville d'Oulu en Finlande,.

## Présentation
La Villa Pukkila est une maison en bois située dans l'archipel de l'estuaire de l'Oulujoki.
La villa est conçue par Josef Stenbäck et construite en 1892 pour Victor Hellman, premier directeur de la succursale d'Oulu de la Kansallis-Osake-Pankki.  
Le bâtiment, qui a plus de 125 ans, a presque conservé son apparence d'origine.
L'état de la villa est resté raisonnablement bon grâce aux rénovations effectuées au XXIe siècle.
Toutes les réparations et rénovations ont été faites en respectant l'architecture.
Aujourd'hui, la Villa Pukkila représente les anciennes villas de Hietasaari dont c'est l'un des derniers exemplaires.
Dans le parc de la villa, se trouvent un sauna, un théâtre et des chalets construits par des élèves de école Steiner d'Oulu. 
La Villa Pukkila appartient à l’association de l'école Steiner d'Oulu, qui en assure également la location.

## Galerie

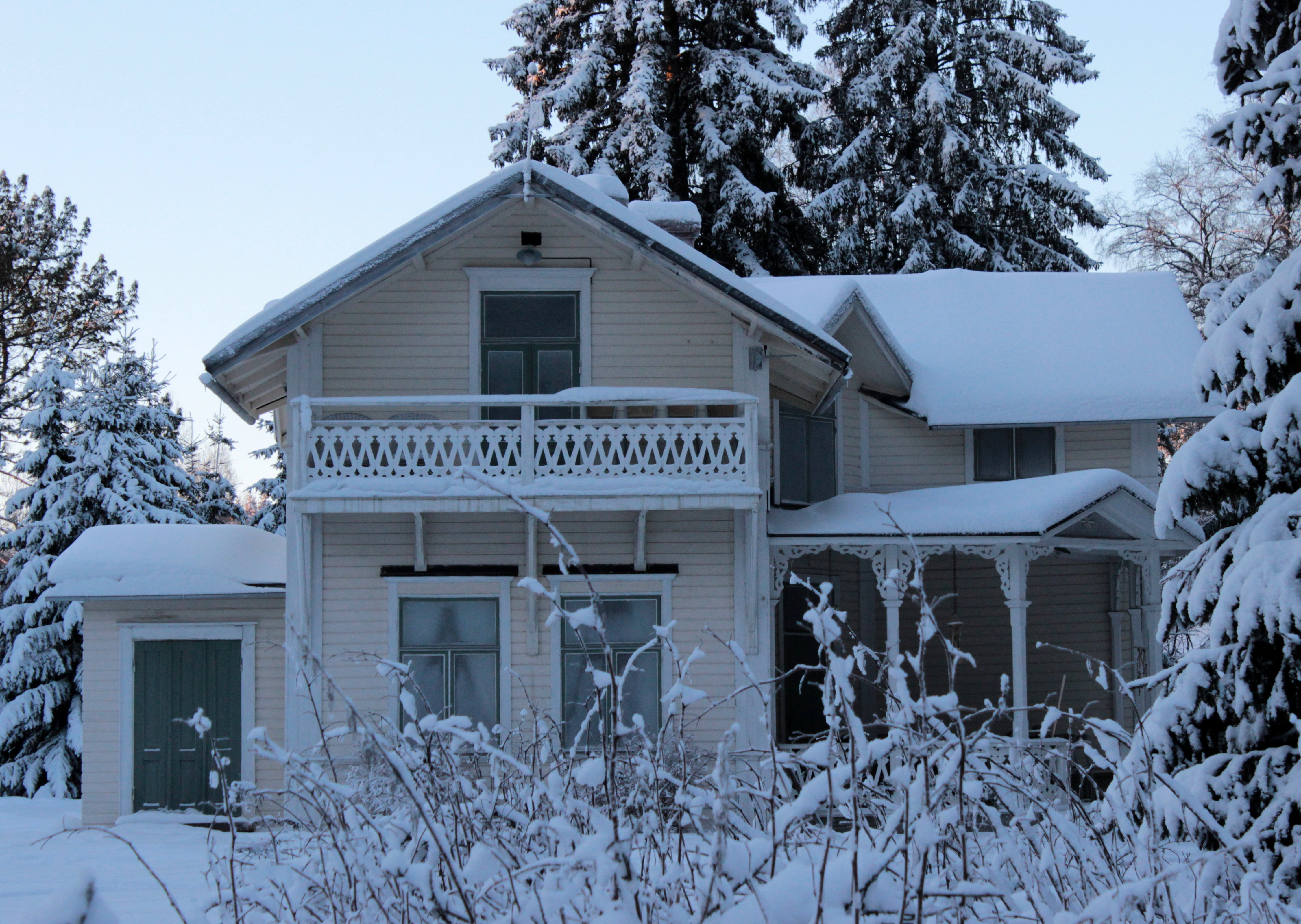
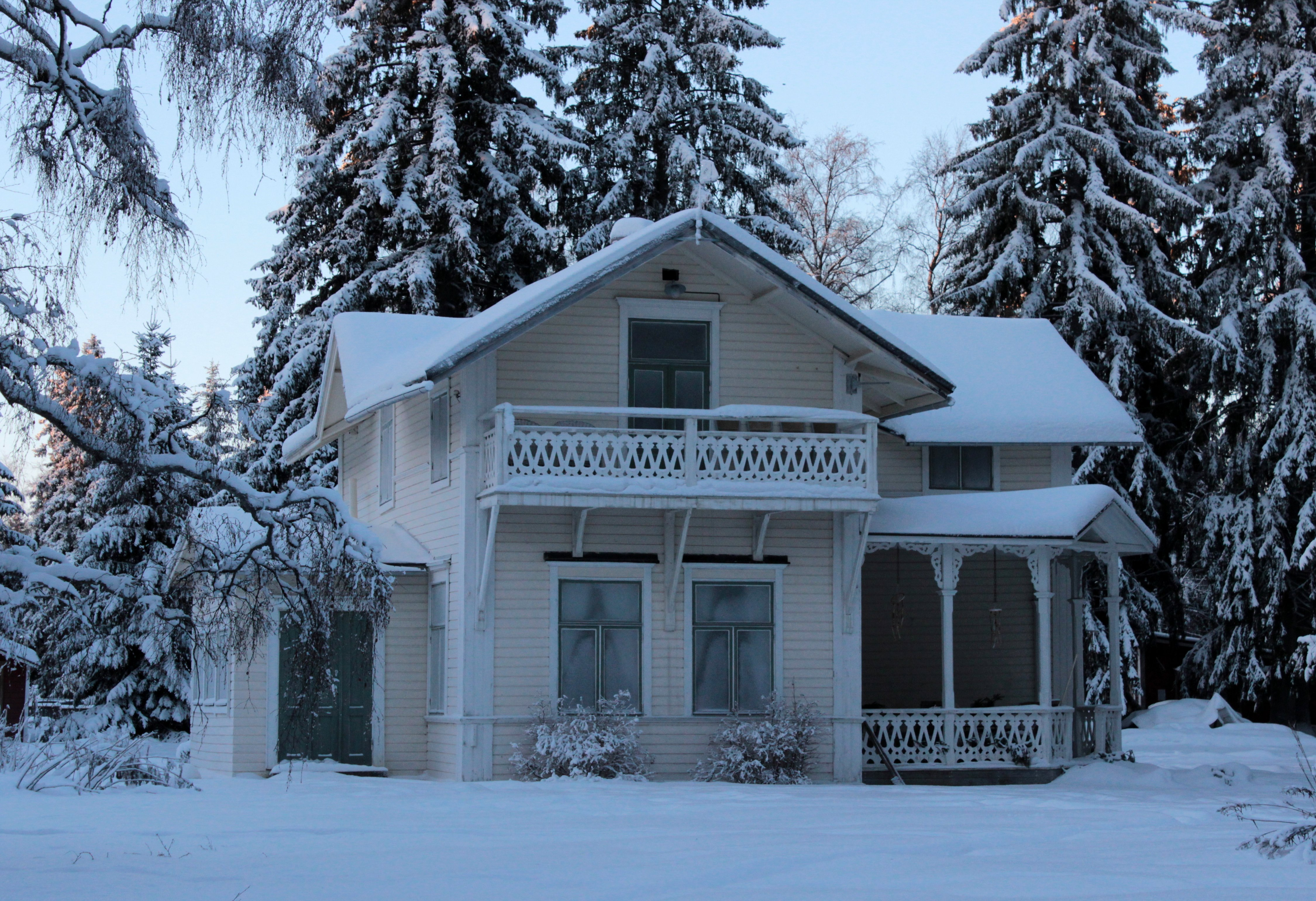
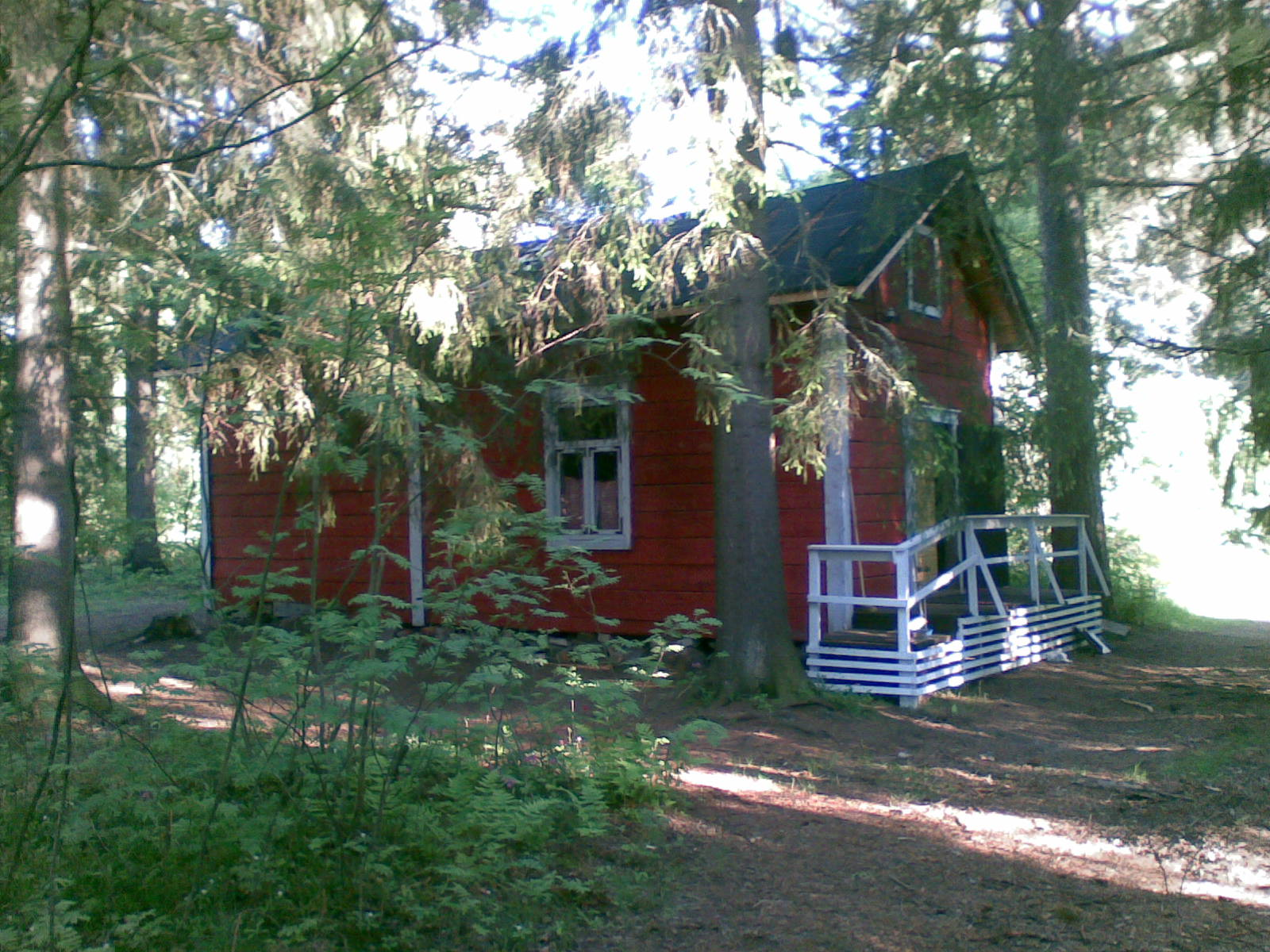
Le sauna.